# Cuterebra rufiventris
Espèce
Synonymes
- Cuterebra elegans Bau, 1931
- Cuterebra schmalzi Lutz, 1917

Cuterebra rufiventris est une espèce d'insectes diptères de la famille des Oestridae et de la sous-famille des Cuterebrinae. Elle est trouvée au Brésil et au Pérou. Les larves provoquent des myiases chez les rongeurs et autres animaux similaires.